# 威廉·莫顿
威廉·托马斯·格林·莫顿（英語：William Thomas Green Morton，1819年8月8日—1868年7月15日），美国牙科医生，1846年他在一次公开牙科手术中将乙醚引入，也因此被视为现代麻醉学创始人之一。然而关于是否是最早将乙醚引入手术，从莫顿宣布成功发明麻醉手术伊始，就有包括合作者霍勒斯·威尔士和哈佛教授查尔斯·T·杰克逊在内多人宣称享有发明权，进而掀起了一场围绕手术麻醉术的一场专利权之争。

## 生平
莫顿生于美国马塞诸塞州的查尔顿市。他年轻时在巴尔的摩牙医学院学习。1842年开始担任牙科医生。1842年到1843年一段时间，同比他稍微年长的牙科医生霍勒斯·威尔士合作，威尔斯本人也对麻醉深感兴趣，但是在1843年末时，两人最终分道扬镳。
一年后，威尔士尝试把一氧化二氮（笑气）作为麻醉剂，他在康涅狄格哈特福德的手术获得了成功，然而他在波士顿做的一次公开表演却遭到失败。
查尔斯·T·杰克逊是莫顿认识的医生和科学家，他建议莫顿试用乙醚。乙醚早在三百多年前被发现具有麻醉的性质，然而在莫顿之前，乙醚从来没有被用于正式外科手术。
在莫顿看来，乙醚可能是一种有效的麻醉剂。他先用它在动物（包括他的宠物）和自己身上试验。1846年9月30日，埃本·弗罗斯特奔进莫顿的手术室要求拔牙，表示愿意接受能缓解拔牙之疼的任何疗法。莫顿给他吸入乙醚后进行了手术，当弗罗斯特恢复知觉时，声称他没有感到疼痛。莫顿由此看到了成功的希望。
波士顿的报纸在第二天对手术做了报导，但是仍没有引起广泛的注意。莫顿请求波士顿马萨诸塞州总院年老资深的外科医生约翰·C·瓦伦博士合作，当众医生之面做莫顿麻醉法的表演，瓦伦博士同意了。1846 年10月16日早晨，莫顿在医院围观的一大群医生和学生的面前给一个外科病人吉尔伯特·阿博特吸入乙醚，然后瓦伦博士给病人取出颈部瘤。麻醉剂被证明有效，此次表演即刻被多家报纸予以报导。
在阿博特的手术几天后，莫顿和杰克逊申请了一份专利。然而莫顿不久陷入一场长期的专利权争辩中，最终在法院耗费大量钱财，他未能从自己的发明中获得期许的利益。
1862年秋天他作为一名志愿者加入了波多马克军团。他将他的麻醉技术用于两千多名士兵身上在弗雷德里克斯堡之役、钱斯勒斯维尔战役和怀德尼斯战役。
他于1868年7月15日在纽约中央公园纳凉时跌倒逝世。他被葬于马塞诸塞州剑桥市的褐山公墓。
莫顿的墓碑上写道：
在他之前，外科手术通常是极度痛苦的事，在他之后，科学控制了疼痛。——威廉·T·G·莫顿的墓志铭

## 相关影视作品
1944年派拉蒙电影公司出品、普雷斯顿·斯特吉斯导演的《伟大时刻》，是由莫顿的生平改编的。

## 评价
莫顿和霍勒斯·威尔士通常被认为现代麻醉学的创始人，在之前，没有麻醉，就不可能进行精细和长时间的外科手术。
在麦克·H·哈特所著《影响人类历史进程的100名人排行榜》中，莫顿被排在56位。